# The Machine & Sungrazer
The Machine & Sungrazer is een splitalbum van de Nederlandse bands Sungrazer en The Machine.
De plaat is ook op lp uitgebracht en is het laatste werk dat is uitgebracht door Sungrazer, voordat ze in juli 2013 uit elkaar gingen.

## Lijst van nummers

### The Machine
| nr. | titel    | duur  |
| --- | -------- | ----- |
| 1   | Awe      | 10:46 |
| 2   | Not Only | 2:31  |
| 3   | Slipface | 10:55 |

### Sungrazer
| nr. | titel                     | duur |
| --- | ------------------------- | ---- |
| 1   | Dopo                      | 7:53 |
| 2   | Yo La Tengo               | 8:16 |
| 3   | Flow Through A Good Story | 7:07 |

## Uitvoerende musici
The Machine
- Basgitaar – Hans Van Heemst
- Drum – Davy Boogaard
- Gitaar, Zang, Percussie en Keyboard – David Eering

Sungrazer
- Basgitaar, Zang – Sander Haagmans
- Drum – Hans Mulders
- Gitaar, Zang – Rutger Smeets

Overig
- Cover - Maarten Donders
- Mastering – Jacques de Haard (Studio Hollandsche Velden)
- Foto's – Hans Stakelbeek
- Producer – David Eering
- Tekst - David Eering (The Machine) en Rutger Smeets, Sander Haagmans (Sungrazer)
- Muziek - The Machine en Sungrazer
- Opnames - Studio De Zolder